# Amparafaravola
Amparafaravola é uma cidade em Madagascar com 51519 habitantes, no centro-oeste da região de Alaotra Mangoro e é sede do Distrito de Amparafaravola.